# Потапович, Николай Иосифович
Николай Иосифович Потапович (26.12.1922, Минская область — 12.05.1985) — разведчик 435-й отдельной разведывательной роты 362-й стрелковой дивизии, сержант.

## Биография
Родился 26 декабря 1922 года в деревне Старина Смолевичского района Минской области Белоруссии в крестьянской семье. Белорус. Окончил начальную школу. Работал в колхозе шофёром.
С началом Великой Отечественной войны — в партизанской бригаде «За Советскую Беларусь», был партизаном диверсионной группы.
В Красной Армии и в боях Великой Отечественной войны с июля 1944 года на 2-м, 3-м и 1-м Белорусских фронтах. Был дважды ранен в боях.
Разведчик 435-й отдельной разведывательной роты красноармеец Николай Потапович 29 июля 1944 года с группой бойцов проник в расположение неприятеля близ города Мариямполе и захватил тягач с боеприпасами, ликвидировав сопровождавших его прислуги. В боях захватил 75-миллиметровую пушку с запасом снарядов и доставил её в расположение части.
Приказом по 362-й стрелковой дивизии от 30 сентября 1944 года № 0104 за мужество и отвагу проявленные в боях красноармеец Потапович Николай Иосифович награждён орденом Славы 3-й степени.
Командир разведывательного отделения 435-й отдельной разведывательной роты младший сержант Николай Потапович с бойцами вверенного ему подразделения 6 февраля 1945 года при выполнении боевого задания в тылу противника под населённым пунктом Цильтендорф, расположенным в шестнадцати километрах южнее германского города Франкфурт-на-Одере, вступил в вынужденный бой с превосходящими силами противников. В этой схватке разведчики уничтожили семерых солдат и офицера, шестерых взяли в плен.
Приказом по 33-й армии от 4 марта 1945 года № 055 за мужество и отвагу проявленные в боях младший сержант Потапович Николай Иосифович награждён орденом Славы 2-й степени.
16 апреля 1944 года в составе разведывательного взвода командир разведывательного отделения 435-й отдельной разведывательной роты сержант Потапович проник в расположение неприятеля в районе деревни Визепау, расположенной севернее германского города Фюрстенберг. Используя трофейный фаустпатрон, советский разведчик подавил пулемётную точку, уничтожил из автомата до десятка противников, захватил вражеский миномёт с боеприпасами.
Указом Президиума Верховного Совета СССР от 31 мая 1945 года за образцовое выполнение заданий командования в боях с немецко-вражескими захватчиками сержант Потапович Николай Иосифович награждён орденом Славы 1-й степени, став полным кавалером ордена Славы.
В 1945 году старшина Потапович Н. И. демобилизован. Жил и работал в столице Белоруссии городе-герое Минске на моторном заводе, а также работал водителем в районном центре Смолевичи Минской области. Скончался 12 мая 1985 года.
Награждён орденами Отечественной войны 1-й степени, Славы 1-й, 2-й и 3-й степени, медалями.